# 2010–2011-es magyar női vízilabda-bajnokság
A 2010–2011-es magyar női vízilabda-bajnokság a huszonnyolcadik magyar női vízilabda-bajnokság volt. A bajnokságban tizenegy csapat indult el (melyek közül az egyik egy külföldi válogatott volt), a csapatok egy kört játszottak. Az alapszakasz után az 1-6. és a 7-11. helyezettek egymás közt még két kört játszottak (a pontokat nem vitték magukkal). A középszakasz után a csapatok play-off rendszerben játszottak a végső helyezésekért.

## Alapszakasz
| #   | Csapat                                    | M  | Gy | D | V | G+  | G-  | P  |
| --- | ----------------------------------------- | -- | -- | - | - | --- | --- | -- |
| 1.  | Dunaújvárosi Főiskola-DVCSH-Corner Ékszer | 10 | 9  | 0 | 1 | 156 | 71  | 27 |
| 2.  | ZF-Egri VK                                | 10 | 8  | 1 | 1 | 143 | 73  | 25 |
| 3.  | Hungerit-Metalcom-Szentesi VK             | 10 | 8  | 0 | 2 | 133 | 64  | 24 |
| 4.  | Taylor & Nash-Universitas Szeged          | 10 | 7  | 1 | 2 | 141 | 99  | 22 |
| 5.  | BVSC-Diapolo                              | 10 | 6  | 1 | 3 | 126 | 87  | 19 |
| 6.  | Nagy-Britannia                            | 10 | 5  | 1 | 4 | 144 | 75  | 16 |
| 7.  | UVSE-Salamander                           | 10 | 4  | 0 | 6 | 95  | 99  | 12 |
| 8.  | Héraklész Utánpótlás-válogatott I.        | 10 | 2  | 1 | 7 | 86  | 125 | 7  |
| 9.  | Bp. Honvéd-ELTE-POLO                      | 10 | 1  | 2 | 7 | 64  | 148 | 5  |
| 10. | Héraklész Utánpótlás-válogatott II.       | 10 | 1  | 0 | 9 | 58  | 180 | 3  |
| 11. | Kecskeméti NVSE-KESI Csempevarázs         | 10 | 0  | 1 | 9 | 68  | 193 | 1  |

* M: Mérkőzés Gy: Győzelem D: Döntetlen V: Vereség G+: Dobott gól G-: Kapott gól P: Pont

## Középszakasz

### 1–6. helyért
| #  | Csapat                                    | M  | Gy | D | V | G+  | G-  | P  |
| -- | ----------------------------------------- | -- | -- | - | - | --- | --- | -- |
| 1. | Dunaújvárosi Főiskola-DVCSH-Corner Ékszer | 10 | 8  | 0 | 2 | 111 | 80  | 24 |
| 2. | Hungerit-Metalcom-Szentesi VK             | 10 | 7  | 1 | 2 | 96  | 69  | 22 |
| 3. | ZF-Egri VK                                | 10 | 5  | 0 | 5 | 75  | 80  | 15 |
| 4. | Taylor & Nash-Universitas Szeged          | 10 | 4  | 1 | 5 | 108 | 116 | 13 |
| 5. | Nagy-Britannia                            | 10 | 4  | 0 | 6 | 81  | 100 | 12 |
| 6. | BVSC-Diapolo                              | 10 | 1  | 0 | 9 | 89  | 115 | 3  |

### 7–11. helyért
| #   | Csapat                              | M | Gy | D | V | G+  | G-  | P  |
| --- | ----------------------------------- | - | -- | - | - | --- | --- | -- |
| 7.  | Héraklész Utánpótlás-válogatott I.  | 8 | 6  | 1 | 1 | 119 | 84  | 19 |
| 8.  | Bp. Honvéd-ELTE-POLO                | 8 | 6  | 0 | 2 | 106 | 94  | 18 |
| 9.  | UVSE-Salamander                     | 8 | 4  | 1 | 3 | 93  | 71  | 13 |
| 10. | Kecskeméti NVSE-KESI Csempevarázs   | 8 | 2  | 0 | 6 | 77  | 105 | 6  |
| 11. | Héraklész Utánpótlás-válogatott II. | 8 | 1  | 0 | 7 | 68  | 109 | 3  |

* M: Mérkőzés Gy: Győzelem D: Döntetlen V: Vereség G+: Dobott gól G-: Kapott gól P: Pont

## Rájátszás

### 1–4. helyért
Elődöntő: Dunaújvárosi Főiskola-DVCSH-Corner Ékszer–Taylor & Nash-Universitas Szeged 18–11, 11–9 és Hungerit-Metalcom-Szentesi VK–ZF-Egri VK 12–8, 11–13, 9–7
Döntő: Dunaújvárosi Főiskola-DVCSH-Corner Ékszer–Hungerit-Metalcom-Szentesi VK 10–12, 18–17, 10–7, 8–7
3. helyért: ZF-Egri VK–Taylor & Nash-Universitas Szeged 15–8, 14–13, 11–9

### 5–11. helyért
5–11. helyért: BVSC-Diapolo–Héraklész Utánpótlás-válogatott II. 17–3, 21–5 és Héraklész Utánpótlás-válogatott I.–Kecskeméti NVSE-KESI Csempevarázs 12–9, 20–9 és Bp. Honvéd-ELTE-Póló SC–Újpesti VSE-Salamander 9–16, 9–8, 10–4
5. helyért: Nagy-Britannia–BVSC-Diapolo 4–8, 8–9
7. helyért: Héraklész Utánpótlás-válogatott I.–Bp. Honvéd-ELTE-Póló SC 17–12, 19–10
9. helyért: Újpesti VSE-Salamander–Kecskeméti NVSE-KESI Csempevarázs 12–8, 11–9
A bajnok Dunaújváros játékoskerete: Ács Tímea, Kasó Orsolya, Huszka Zsuzsanna, Keszthelyi Rita, Primász Ágnes, Kotsidou Nikoletta, Kovács Dóra, Menczinger Katalin, Brávik Henrietta, Papalexisz Petra, Pavuk Regina, Pecz Eszter Flóra, Polák Zsófia, Poszkoli Rita, Ziegler Diána, Zsámbok Lili, edző: Mihók Attila
Az ezüstérmes Szentes játékoskerete: Bakos Anna, Balázs Adrienn, Brávik Fruzsina, Gémes Anett Alexa, Gyöngyössy Anikó, Győri Eszter, Hevesi Anita, Jankovics Eszter, Anasztaszija Kotova, Kövér-Kis Réka, Magarijama Sino, Miskolczi Ibolya Kitti, Rácz Daniella, Sipos Dorina, Takács Orsolya
A bronzérmes Eger játékoskerete: Antal Dóra, Balla Ágnes, Bene Kinga, Czigány Dóra, Erdélyi Nikoletta, Fekete Krisztina, Gangl Edina, Kertes Anna, Pálok Dalma, Parádi Klaudia, Pardi Petra, Pengő Nikolett, Pócsi Bianka, Somhegyi Noémi, Szabó Ivett, Szeredi Krisztina, Vályi Fanni, Varga Renáta, Illés Henrietta, Zajácz Hanna

## A góllövőlista élmezőnye
|     | Gól | Játékos           | Csapat                |
| --- | --- | ----------------- | --------------------- |
| 1.  | 83  | Keszthelyi Rita   | Dunaújvárosi Főiskola |
| 2.  | 83  | Mészáros Kitty    | Kecskemét             |
| 3.  | 69  | Drávucz Rita      | Szeged                |
| 4.  | 68  | Antal Dóra        | Egri VK               |
| 5.  | 60  | Dombrádi Fruzsina | Honvéd                |
| 6.  | 59  | Kisteleki Hanna   | BVSC                  |
| 7.  | 54  | Tóth Ildikó       | Szeged                |
| 8.  | 52  | Kertes Anna       | Egri VK               |
| 9.  | 52  | Poszkoli Rita     | Dunaújvárosi Főiskola |
| 10. | 52  | Dalmády Petra     | Szeged                |